# E. S. Drower
Ethel Stefana Drower (Ethel May Stefana Stevens; * 1. Dezember 1879; † 27. Januar 1972) war eine britische Kulturanthropologin, Orientalistin und Romanautorin, die den Nahen Osten und seine Kulturen studierte. Sie galt und gilt noch immer als eine der wichtigsten Mandäer-Spezialistinnen und war eine engagierte Sammlerin mandäischer Manuskripte.

## Biographie

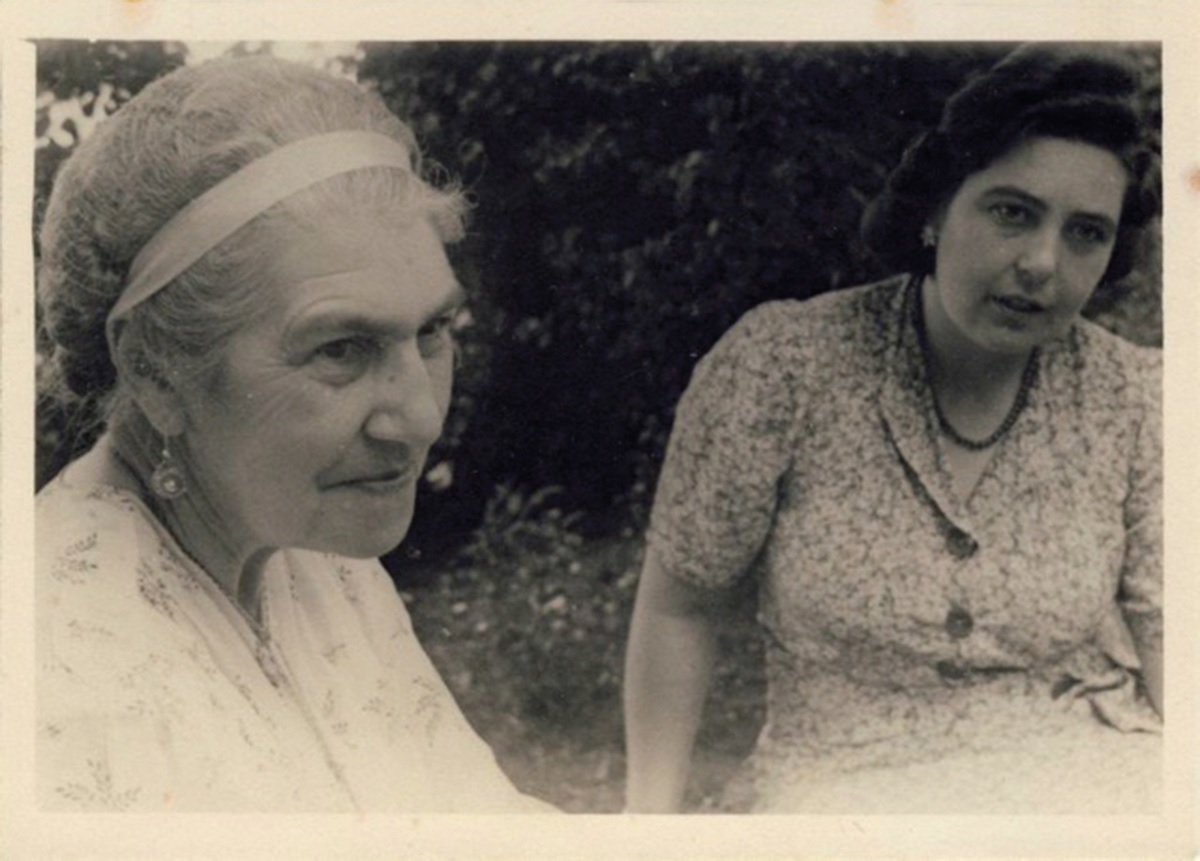
E. S. Drower und ihre Tochter Margaret Stefana Drower in Bagdad in den frühen 1940er Jahren

Als Tochter eines Geistlichen begann sie ihre berufliche Laufbahn 1906 bei der Londoner Literaturagentur Curtis Brown. Dort vermittelte sie unter anderem die Veröffentlichung von Arthur Ransomes Werk Bohemia in London.
1911 heiratete sie Edwin Drower und nahm nach seiner Erhebung in den Ritterstand den Titel Lady Drower an. Unter dem Namen E. S. Stevens schrieb sie eine Reihe romantischer Romane für Verlage wie Mills & Boon. Im Jahr 1921 begleitete sie ihren Mann in den Irak, wo er bis 1947 als Berater des Justizministers tätig war. Zu ihren Enkeln gehörte der Journalist Roly Drower.

## Wissenschaftliche Arbeit
Drower erlangte vor allem durch ihre wissenschaftliche Arbeit über die Mandäer Bekanntheit. Ihre Werke, die eine umfassende Darstellung der Rituale, Riten und Bräuche dieser Religionsgemeinschaft bieten, umfassen unter anderem:
- Die Mandäer des Irak und Iran: Ihre Kulte, Bräuche, Magie, Legenden und Folklore
- Das kanonische Gebetbuch der Mandäer (eine Übersetzung der Qolasta)[4]
- Der geheime Adam: Eine Studie der Nasoraischen Gnosis[5]
- Der Pfauenengel (ein Roman über die Jesiden)[6]

Zudem gab sie einzigartige Manuskripte heraus, darunter astronomische Weissagungen wie Das Buch des Tierkreises und magische Texte. Auch relevante Übersetzungen mandäischer religiöser Werke wie Der Haran Gawaita und die Taufe von Hibil-Ziwa stammen von ihr. Ihr letztes großes Werk, Mass and Masiqta oder Messiah, Mass and Masiqta, blieb unveröffentlicht; es ist unklar, ob das vollständige Manuskript erhalten ist.
Vor ihrer wissenschaftlichen Tätigkeit schrieb sie  13 Romane und zwei Reisebücher, inspiriert vom Orient.
Ethel, Lady Drower, starb am 27. Januar 1972 und hinterließ ihre Tochter Margaret Peggy Hackforth-Jones sowie weitere Familienmitglieder.

## Auszeichnungen und Ehrungen
Drower erhielt mehrere Auszeichnungen für ihre wissenschaftlichen Beiträge:
- Honorary DLitt (Ehrendoktor) von der Oxford University[11]
- Ehrendoktorat von Uppsala University[11]
- Honorary Fellow von der School of Oriental and African Studies der London University.[11]
- Die Lidzbarski Goldmedaille von der German Oriental Society im Jänner 1964 für ihre Arbeit über die Mandäer und ihre literarische Überlieferung am 1. Oktober 1964.[12][2][13]

## Drower-Kollektion
Die Drower Collection (DC) in der Bodleian Library der Universität Oxford ist die umfangreichste Sammlung mandäischer Manuskripte. Die Sammlung besteht aus 55 Manuskripten, von denen Drower viele durch den mandäischen Priester Scheich Negm bar Zahroon erhalten hatte. Drower schenkte die Manuskripte Drower 1-53 1958 der Bodleian Library. Das Manuskript Drower 54, Die Krönung des Großen Šišlam, wurde der Bibliothek 1961 von Lady Drower geschenkt. Das Manuskript Drower 55, Lady Drowers persönliches Notizbuch, kam 1986 hinzu.
Nach ihrem Tod erwarb Rudolf Macúch einige von Drowers privaten Notizbüchern. Diese Notizbücher sind nicht Teil der Drower-Sammlung der Bodleian Library.
- Klärung der mandäischen Taufnamen in den Drower-Manuskripten

Einige von E. S. Drowers Manuskripten enthalten Verweise auf mandäische Taufnamen, die ihr und ihrer Tochter zugewiesen wurden. Diese Namen sind spirituelle Namen, die von einem mandäischen Priester vergeben werden, im Gegensatz zu ihren Geburtsnamen.
- In der Handschrift MS. DC 2, die 1933 von Scheich Negm für Drower kopiert wurde, wird ihr mandäischer Taufname als Klila pt Šušian aufgeführt. Dieser Name, Klila, leitet sich von der griechischen Bedeutung ihres zweiten Vornamens Stefana (Kranz) ab.
- Die Handschrift MS. DC 26, die Scheich Faraj 1936 für Drower kopierte, ist ihrer Tochter Margaret gewidmet. In diesem Manuskript, das zwei Qmahas (Exorzismen) enthält, wird Drowers Tochter der mandäische Taufname Marganita pt Klila (Pearl, Tochter von Wreath) gegeben.[10]

## Briefe
- Im Jahr 2012 veröffentlichte Jorunn Jacobsen Buckley eine editierte Sammlung von E. S. Drowers Briefen. In dem Buch sind Texte aus Drowers Korrespondenz mit den folgenden Personen enthalten: Cyrus H. Gordon, Rudolf Macuch, Sidney H. Smith, Godfrey R. Driver, Samuel H. Hooke und Franz Rosenthal.[8][15][13]

## Bibliographie

### Arbeiten als E. S. Stevens
- The Veil: A Romance of Tunis, New York, F.A. Stokes, 1909.
- The Mountain of God, London, Mills & Boon, 1911.[16]
- Two works reviewing the Baháʼí Faith in 1911 –  "Abbas Effendi: His Personality, Work, and Followers" in Fortnightly Review,[17] and "The Light in the Lantern" in Everybody's Magazine.[18]
- The Long Engagement, New York, Hodder & Stoughton, 1912.[16]
- The Lure, New York, John Lane, 1912.[16]
- Sarah Eden, London, Mills & Boon, 1914.[16]
- Allward, London, Mills & Boon, 1915.[16]
- "--And What Happened", London, Mills & Boon, 1916.[16]
- The Safety Candle, London, Cassell and Company, 1917.[16]
- Magdalene: A Study in Methods, London, Cassell, 1919.[16]
- By Tigris and Euphrates, London, Hurst & Blackett, 1923.[16]
- Sophy: A Tale of Baghdad, London, Hurst & Blackett, 1924.[16]
- Cedars, Saints and Sinners in Syria, London, Hurst & Blackett, 1926.[16]
- The Losing Game, London, Hurst & Blackett, 1926.[16]
- Garden of Flames, New York, F.A. Stokes, 1927.[19]
- Ishtar, London, Hurst & Blackett, 1927.[20]
- Folk-Tales of Iraq, set down and translated from the vernacular by E. S. Stevens, New York, B. Blom, 1971.[21]

### Arbeiten als E. S. Drower
- The Mandaeans of Iraq and Iran: Their Cults, Customs, Magic, Legends, and Folklore, Oxford: Clarendon Press, 1937.
- Peacock Angel: Being Some Account of Votaries of a Secret Cult and Their Sanctuaries, London: J. Murray, 1941.
- Water into Wine: A Study of Ritual Idiom in the Middle East, London: Murray, 1956.[8]
- The Secret Adam: A Study of Nasoraean Gnosis, Oxford: Clarendon Press, 1960.[22]
- A Mandaic Dictionary with Rudolf Macuch, Oxford: Clarendon Press, 1963.[23][24]
- Drower's Folk-Tales of Iraq, edited by Jorunn Jacobsen Buckley, Piscataway, N.J.: Gorgias Press, 2007.[25]

### Übersetzungen als E. S. Drower
- The Book of the Zodiac = Sfar malwašia: D. C. 31, Oriental Translation Fund XXXVI; London: Royal Asiatic Society, 1949.[26]
- Šarḥ ḏ qabin ḏ šišlam rba (D. C. 38). Explanatory Commentary on the Marriage Ceremony of the great Šišlam, text transliterated and translated, Rome: Ponteficio Istituto Biblico, 1950.[27]
- Diwan Abatur or Progress Through the Purgatories, text with translation notes and Appendices, Città del Vaticano: Biblioteca apostolica vaticana, 1950.[28]
- The Haran Gawaita and the Baptism of Hibil-Ziwa: the Mandaic text reproduced, together with translation, notes and commentary, Città del Vaticano: Biblioteca apostolica vaticana, 1953.[29]
- Mandaeans. Liturgy and Ritual. The Canonical Prayerbook of the Mandaeans, translated with notes, Leiden: Brill, 1959.[30]
- Alf trisar šuialia. The Thousand and Twelve Questions: A Mandaean Text, edited in transliteration and translation, Berlin: Akademie-Verlag, 1960.[31]
- The Coronation of the Great Šišlam, Leiden: Brill, 1962.[32]
- A Pair of Naṣoraean Commentaries: Two Priestly Documents, the Great First World and the Lesser First World, translated, Leiden: Brill, 1963.